# Hoplomachus

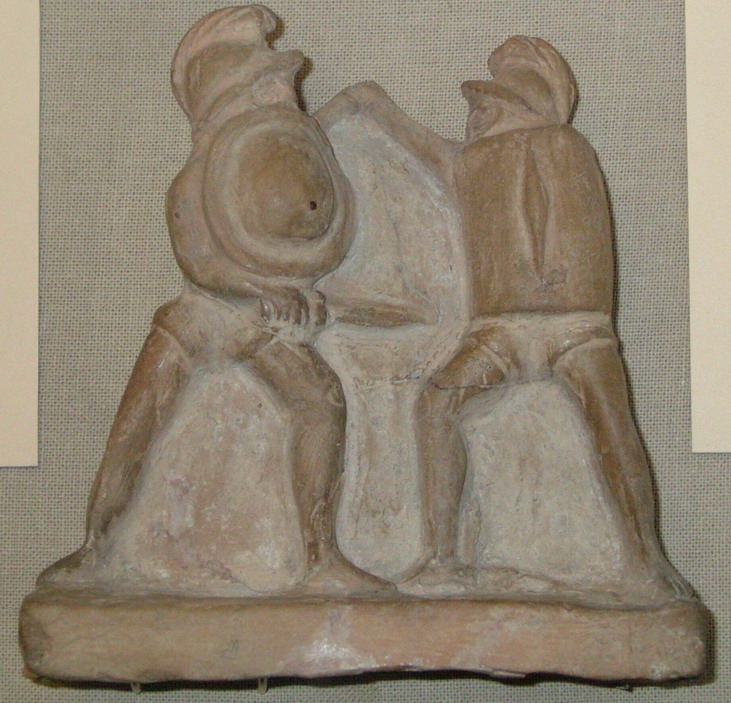
Hoplomachus (po lewej) walczący z tzw. Trakiem (płaskorzeźba z londyńskiego British Museum

Hoplomachus – typ gladiatora z czasów cesarstwa rzymskiego, który zastąpił na arenie samnitę. Jego wyposażeniem ochronnym był zamknięty hełm z wysokim grzebieniem oraz prostokątna tarcza. Walczył prostym mieczem typu gladius, nosił również osłonę ramienia i nagolennice. Walczył najczęściej z gladiatorem podobnie lub identycznie uzbrojonym.
Sama hoplomachia ma starszy rodowód. Już w V wieku p.n.e. w Atenach specjalni nauczyciele prowadzili ćwiczenia tego rodzaju, a do I w. p.n.e. stanowiła ona element wykształcenia efebów.